# Mireille Delmas-Marty
Pour les articles homonymes, voir Delmas et Marty.
Mireille Delmas-Marty, née le 10 mai 1941 à Paris 17e et morte le 12 février 2022 à Saint-Germain-Laval, est une juriste et universitaire française, professeure au Collège de France de 2002 à 2012 et membre de l'Académie des sciences morales et politiques de 2007 à sa mort.

## Biographie

### Jeunesse et études
Mireille Marty naît à Paris, en 1941 dans une famille protestante,. Son père, Georges Marty est avocat, sa mère, née Denise Amphoux, est une descendante de la famille Monod. Assistante de cours de la faculté de droit de Paris en 1967, elle soutient en 1969 sa thèse de doctorat de droit, intitulée Les sociétés de construction devant la loi pénale, à l'université Paris II sous la direction de Robert Vouin. Elle obtient en 1970 l'agrégation en droit privé et en sciences criminelles.
Mireille Delmas-Marty est l'épouse de l'avocat Paul Bouchet.

### Parcours professionnel
En 1970, une fois reçue à l'agrégation, elle est nommée professeure à la faculté de droit de l'université Lille 2. Elle y enseigne jusqu'en 1977, date à laquelle elle est recrutée à l'université Paris-Sud. En 1990, enfin, elle est nommée à l'université Panthéon-Sorbonne, et y demeure jusqu'en 2002. 
Elle a également été intervenante à l'École des hautes études en sciences sociales (EHESS) et a été directrice de l'École doctorale de droit comparé de Paris entre 1997 et 2002. 
Elle enseigne dans plusieurs universités étrangères, notamment à Bangui (en 1978), Sao Paolo (en 1980), Maracaibo, Montréal (en 1983), Bruxelles (en 1997) et Florence (Académie de droit européen en 1997 et Institut universitaire européen en 2001-2002). En 1998, elle est professeure invitée à l'université de Cambridge.
En novembre 2002, Mireille Delmas-Marty est nommée professeure au Collège de France, titulaire de la chaire d'études juridiques comparatives et internationalisation du droit. Elle prend sa retraite académique en 2012, date à laquelle Alain Supiot lui succède.

### Autres fonctions
Elle est la fondatrice, en 1991, de l'Association de recherches pénales européennes (ARPE) et est membre du Haut Conseil de la science et de la technologie depuis 2006 ainsi qu'administratrice de la Bibliothèque nationale de France.
Elle est membre senior de l'Institut universitaire de France de 1992 à 2002. Elle est membre du Comité consultatif national d'éthique de 2003 à 2008.
Le 22 mai 2007, elle est élue à l'Académie des sciences morales et politiques au fauteuil numéro 1 de la section « morale et sociologie », où elle succède à Jean Cazeneuve.
Le 2 février 2011, elle est nommée à la Haute autorité du Parti socialiste pour l'organisation des primaires.
Elle est présidente de l'Observatoire Pharos du pluralisme des cultures et des religions de 2012 à 2015, puis elle en est la présidente d'honneur.
En 2018, elle fait partie des premiers signataires du Pacte Finance Climat.
Mireille Delmas-Marty meurt le 12 février 2022 à Saint-Germain-Laval, à l’âge de 80 ans,.

## Activités juridiques
Mireille Delmas-Marty a été membre de nombreuses commissions législatives ou constitutionnelles.
Ainsi, en 1981, elle est membre, jusqu'en 1986, de la commission de réforme du Code pénal mise en place et présidée par Robert Badinter. Elle est présidente de la commission « Justice pénale et droits de l'homme » de 1988 à 1990.
Membre, entre 1992 et 1993, du Comité de réflexion sur la création d'une juridiction pénale internationale, elle a exercé les fonctions de coordinatrice du comité d'experts de l'Union européenne sur le projet « Corpus Juris » de droit pénal européen entre 1996 et 1999 et de présidente du comité de surveillance de l’Office européen de lutte anti-fraude.
En 1992, elle est nommée par François Mitterrand membre du Comité consultatif pour la révision de la Constitution présidé par le doyen Georges Vedel. En 2001, elle est nommée, par Jacques Chirac et Lionel Jospin, au sein d'un groupe de travail intitulé « Débat sur l'avenir de l'Europe » et présidé par Guy Braibant.
Elle défend le concept de « souveraineté solidaire » des États consistant à ne pas se limiter à la défense de leurs intérêts nationaux (« souveraineté solitaire ») mais à se préoccuper aussi des biens communs au-delà de leurs frontières.

## Distinctions

### Décorations
- Grande officière de la Légion d'honneur (2016)[14].
- Grande officière de l'ordre national du Mérite (2013)[15].
- Chevalière de l'ordre des Palmes académiques[16]

### Honneurs
- 1990 : membre de l'Académie royale de Belgique
- 1999 : membre de l'Académie universelle des cultures
- 2007 : membre de l'Académie des sciences morales et politiques[8]
- 2021 : membre de la Société américaine de philosophie[17]
- Docteure honoris causa de huit universités : Liège (1993), Urbino (1994), Uppsala (1995), Pékin (1996), Montréal (2002), Louvain (2003), Ferrare (2004) et Mexico (2012)[2].

## Publications

### Ouvrages
- Le Mariage et le Divorce, PUF, coll. « Que sais-je »,1971, 3e édition 1989
- Le Droit de la famille, PUF, coll. « Que sais-je », 1976, 2e édition 1980
- Droit pénal des affaires, PUF, coll. « Thémis », 1973
- Les Chemins de la répression, lectures du code pénal, PUF, 1980
- Modèles et mouvements de politique criminelle, Economica, 1983
- Les Grands Systèmes de politique criminelle, PUF, coll. « Thémis », 1992
- Punir sans juger, Economica, 1992.
- Pour un droit commun, Le Seuil, 1994
- Trois défis pour un droit mondial, Le Seuil, 1998
- Criminalité économique et atteintes à la dignité de la personne : Tome VII : Les processus d'internationalisation, Paris, Maison des sciences de l'homme, 2001, 338 p. (ISBN 978-2-7351-0900-5, présentation en ligne)
- Leçon inaugurale au Collège de France : études juridiques comparatives et internationalisation du droit, Fayard, 2003
- Le Flou du droit : Du code pénal aux droits de l'homme, PUF, coll. « Quadrige », 2004[18]
- Les Forces imaginantes du droit, Le Seuil
  - I. Le relatif et l'universel, 2004
  - II. Le pluralisme ordonné, 2006
  - III. La refondation des pouvoirs, 2007
  - IV. Vers une communauté de valeurs, 2011
- La Chine et la démocratie, (dir.) avec Pierre-Étienne Will, Fayard, 2007
- Le Crime contre l'humanité, avec Emanuela Fronza, Isabelle Fouchard et Laurent Neyret, PUF, 2009
- Regards croisés sur l'internationalisation du droit : France-États-Unis : réseau, avec Stephen Breyer, Société de législation comparée, 2009
- Libertés et sûreté dans un monde dangereux, Le Seuil, 2010  (ISBN 9782021005363)
- Terrorismes : histoire et droit, en collaboration avec Henry Laurens, CNRS Éditions, 2010
- Résister, responsabiliser, anticiper ou comment humaniser la mondialisation, Le Seuil, 2012
- Le Travail à l'heure de la mondialisation, Bayard Collège de France, 2013
- Aux quatre vents du monde. Petit guide de navigation sur l'océan de la mondialisation, Le Seuil, 2016  (ISBN 978-2021185898)
- De la grande Accélération à la grande Métamorphose, éd. Au bord de l’eau, 2017
- Sortir du pot au noir. L’humanisme juridique comme boussole, Buchet Chastel, 2019
- Une boussole des possibles : gouvernance mondiale et humanismes juridiques, Éditions du Collège de France, 2020

### Documents sonores
- Études juridiques comparatives et internationalisation du droit, leçon inaugurale au Collège de France, 20 janvier 2003 lien
- « Humaniser la mondialisation », conférence de Mireille Delmas-Marty, Médiathèque de droit international des Nations unies lien
- Terrorisme : que peut le Droit ?, émission « La Grande table », par Caroline Broué, France Culture, 12 janvier 2015, 34 min lien

### Entretiens
- « Humaniser la mondialisation » : entretien avec Mireille Delmas-Marty, paru dans « L'Humanisme, une idée neuve », Le Courrier de l'UNESCO, octobre-décembre 2011, p. 28-31
- « Mireille Delmas Marty : créoliser la notion d'humanité », 16 décembre 2015, [lire en ligne], pour les 10 ans de la Convention de l'Unesco
- [entretien] Frédéric Casadesus, « Mireille Delmas-Marty : “Il faut faire appel aux forces imaginantes du droit” », Réforme,‎ 18 juillet 2013 (lire en ligne, consulté le 14 février 2022).